# Pilatkovití
Pilatkovití (Tenthredinidae) je čeleď hmyzu z řádu blanokřidlých, kterých se v Evropě vyskytuje více než 900 druhů a celosvětově okolo 6000. Mezi významné zástupce patří pilatka švestková.

## Podčeledi
Pilatkovití se dělí na 7 podčeledí, jsou jimi:
- Allantinae
- Blennocampinae
- Heterarthrin
- Nematinae
- Selandriinae
- Sioblinae
- Tenthrediniinae